# Ballal-rayan-durga
Ballal-rayan-durga és una muntanya de la cadena de muntanyes dels Ghats Occidentals, a Karnataka, Índia.
La seva altura màxima ronda el 1530 metres 13° 08′ N, 75° 29′ E / 13.133°N,75.483°E. En aquesta muntanya hi ha diverses fortificacions que foren construïdes per la dinastia Ballala (segles X a XIV).
En concret, hi hagué una fortalesa dels Hoysala al segle xii. La reina de Bednore s'hi va refugiar el 1763 quan Haidar Ali de Mysore va ocupar la seva capital. Fou capturada en aquest lloc i enviada presonera a Maddagiridurga